# Pascal Lissouba
Pascal Lissouba (Tsinguidi, 15 novembre 1931 – Perpignano, 24 agosto 2020) è stato un politico della Repubblica del Congo.
Ricoprì la carica di Primo ministro dal dicembre 1963 all'aprile 1966 e quella di Presidente dall'agosto 1992 all'ottobre 1997.

## Biografia
Nato nella città di Tsinguidi, nel Congo sud-occidentale (etnia nibolek), studiò dapprima al liceo Felix Faure di Nizza (1948-52), e successivamente alla Scuola superiore di agricoltura di Tunisi e all'Università di Parigi (1958-61). Fu insignito di una laurea honoris causa dall'Università Louis Pasteur di Strasburgo (1974). Ritornato in patria, iniziò lavorando come impiegato al Dipartimento dell'agricoltura nel 1963, diventando Ministro dell'agricoltura (dal 1963 al 1966) e successivamente Primo ministro nel governo del Presidente Alphonse Massamba-Débat.
Quando l'esecutivo di Massamba-Débat fu rovesciato (1968), Lissouba restò in carica nel governo del nuovo presidente Marien Ngouabi. Sospeso dall'attività politica tra il 1969 e il 1971, nel 1973 entrò a far parte del Comitato centrale del partito congolese dei lavoratori. Fu successivamente arrestato con l'accusa di essere implicato in un fallito tentativo di colpo di Stato nel 1973, e nel 1977 fu condannato all'ergastolo per l'omicidio di Ngouabi. Evitò la pena di morte, che in quell'occasione fu invece inflitta all'ex presidente Massamba-Débat. Rilasciato nel 1979, fu tuttavia esiliato in Francia, dove visse dal 1979 al 1990, insegnando genetica all'Università di Parigi col gruppo di Georges Rizet e collaborando con l'UNESCO nella capitale francese e a Nairobi.

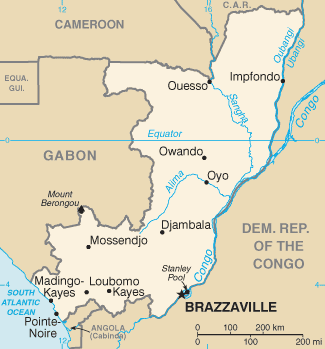
La Repubblica del Congo

Quanto l'allora presidente Denis Sassou Nguesso fu costretto ad iniziare la transizione democratica nel Congo, Lissouba ritornò in patria e fondò l'Unione Panafricana per la Democrazia Sociale, partito politico di ispirazione socialdemocratica. Fu eletto presidente in occasione delle elezioni presidenziali del 1992, quando, dopo aver ottenuto il 36% dei voti al primo turno, sconfisse al ballottaggio il candidato sostenuto dal Movimento Congolese per la Democrazia e lo Sviluppo Integrale, Bernard Kolélas, con il 61% dei consensi. Kolélas fu successivamente nominato sindaco di Brazzaville a seguito di un accordo tra i due esponenti politici.
Presto emerse tuttavia un grave conflitto quando la coalizione di opposizione e le sue milizie accusarono Lissouba di brogli elettorali. La guerra civile fu evitata soprattutto per l'intervento del Gabon e della Organizzazione per l'Unità Africana. Isolati conflitti continuarono però sino al gennaio del 1995.
Nel 1997 il conflitto riprese con maggior forza quando Lissouba tentò di disarmare le milizie fedeli al rivale Sassou-Nguesso. Dopo diciannove settimane di combattimenti, Sassou-Nguesso, aiutato dalle forze armate dell'Angola, riuscì a farsi proclamare presidente il 5 ottobre 1997. Le milizie fedeli a Lissouba continuarono tuttavia la guerriglia, e inflissero danni ingenti alla importante linea ferroviaria Brazzaville-Pointe-Noire sino a che, nel dicembre del 1999, fu concordato un cessate il fuoco.
Lissouba avrebbe voluto tornare in Congo per le elezioni del 2002, ma nel dicembre del 2001 fu accusato e successivamente condannato in contumacia a Brazzaville per alto tradimento e malversazione. Fino al 2004 in esilio a Londra, Lissouba visse poi a Parigi; è morto nell'agosto del 2020, per le complicazioni della malattia di Alzheimer. Massone, era membro del Grande Oriente di Francia.